# 寒水村
寒水村（かのみずむら）はかつて岐阜県郡上郡に存在した村である。
現在の郡上市明宝寒水に該当する。

## 歴史
- 1889年（明治22年）7月1日 - 町村制により寒水村が発足。
- 1897年（明治30年）4月1日 - 気良村、奥住村、大谷村、小川村、畑佐村、二間手村と合併し奥明方村が発足。同日寒水村は廃止。